# Oligodon erythrorhachis
Espèce
Statut de conservation UICN

 DD  : Données insuffisantes
Oligodon erythrorhachis est une espèce de serpent de la famille des Colubridae.

## Répartition
Cette espèce est endémique de l'Arunachal Pradesh en Inde.

## Description
Dans sa description Wall indique que le spécimen en sa possession mesure environ 38 cm dont 7 cm pour la queue. Son dos est gris foncé, composé d'un fond gris clair poudré de très fines taches noires, et présente une ligne longitudinale rouge qui s'étend de la nuque jusqu'à l'extrémité de la queue. Sa face ventrale est blanchâtre et marquée de taches carrées noires disposées de chaque côté. Une bande rouge parcourt le ventre et la queue en s'effaçant au niveau de la gorge.

## Étymologie
Son nom d'espèce, du grec ἐρυθρός, érytrhos, « rouge », et ῥάχις, rakhis, « épine dorsale », lui a été donné en référence à la couleur de sa ligne longitudinale.

## Publication originale
- Wall, 1910 : A new snake from Assam (Oligodon erythrorachis). Journal of the Bombay Natural History Society, vol. 19, p. 923-924 (texte intégral).